# Spodochlamys feyeri
Spodochlamys feyeri är en skalbaggsart som beskrevs av Ohaus 1908. Spodochlamys feyeri ingår i släktet Spodochlamys och familjen Rutelidae. Inga underarter finns listade i Catalogue of Life.